# Пісні вмираючої Землі
 «Пісні вмираючої Землі»  (ісп. Songs of the Dying Earth) — назва збірки оповідань, опублікованої у 2009 році, написаних різними авторами як триб'ют до серії книг  Джека Венса з циклу "Вмираюча Земля". Збірник містить вступ Діна Кунца, передмову Джека Венса, і 22 історії. Кожна історія включає передмову з короткими біографічними даними про автора, одну чорно-білу ілюстрацію, і післямову, що відображають точку зору авторів статей про книги Джека Венса.

## Істинне вино Ерзуіна Тейла
Автор Роберт Сильверберг. Головний герой Пуілейн є спадкоємцем великого маєтку і колекціонером магічних предметів. Постійно перебуваючи в меланхолії, він присвячує свої дні творінню сумних віршів й уживанню вина. Найціннішим вином в його колекції є справжнє вино Ерзуіна Тейла, яке Пуілейн зберігає до того дня, коли сонце згасне. Три шахраї під виглядом шанувальників віршів проникають у будинок Пуілейна і за допомогою магічного зілля підпорядковують його своїй волі, потім забирають всі найцінніші предмети. Умовивши грабіжників спробувати справжнє вино Ерзуіна Тейл, Пуілейн просить їх зняти чари, щоб він міг принести цінну пляшку. Жадібні грабіжники потрапляють в пастку і п'ють вино, яке було отруйною підробкою, після чого гинуть. Справжнє вино залишається у Пуілейна, який продовжує чекати кінця світу, щоб спробувати його.

## Гроліон з Альмерія
Автор Метью Хьюз. Головний герой Кугель, ховаючись під ім'ям Гроліон, рятується від чудовиська, що його переслідує, і ховається в особняку, оточеному магічним захистом, котрий не випускає його назад. Бар'єр може бути знятий тільки при завершенні магічного візерунка, над яким працює Майстер, що проживає в особняку. Кугель змушений почати працювати його помічником. Їжу їм доставляє Наглядач, володар магічного ножа, який дозволяє відрізати шматки м'яса від величезного чудовиська;— Стигла, плаваючого в іншому вимірі. У ході роботи Кугель дізнається, що нинішній Майстер вбив попереднього господаря, справжнього власника особняка. У результаті Кугель підпорядковує собі Майстра та наглядачів, і вони за допомогою ідей Кугеля завершують роботу над магічним візерунком в найкоротші терміни. Візерунок відкриває портал у Верхній Світ. Колишній господар особняка, котрий весь цей час ховав свою духовну сутність в тілі комах, проникає в портал. З іншого виміру з'являється Стигла і бореться з величезним деревом, що живиться живими істотами. За результатами битви особняк і всі цінності в ньому знищені. Кугель знаходить старий свинцеву труну і вирішує розрізати його на амулети, щоб продати на ярмарку і отримати хоч якусь вигоду з цієї пригоди. Таким чином, події розповіді безпосередньо передують новелі Венса «Очі чужого світу»

## Двері Копси
Автор Террі Доулінг. Чарівник Амберлін Малий знаходить в руїнах особняка Евнефеоса магічні двері, що ведуть в інший вимір. Його магічні здібності дуже обмежені через дії накладеного на нього закляття, через що Амберлін постійно плутає слова у заклинаннях. Тому за дверима він сподівається знайти нові артефакти або магію, здатну вилікувати його або розширити можливості. Амберлін проникає за двері, але одночасно з ним проходять Саріманс і Тралкес — його давні суперники і набагато сильніші маги. В іншому вимірі їх зустрічає сам Евнефеос, який негайно змушує усіх трьох брати участь в магічному змаганні, за результатами якого тільки один зможе повернутися додому. Саріманс і Тралкес показують могутні і ефектні ілюзії, тоді як ілюзії Амберліна виглядають комічно і безглуздо через переплутання слів. Проте Евнефеос оголошує, що саме незвичайні заклинання Амберліна найбільш відповідають духу магії, і оголошує його переможцем. Саріманс і Тралкес гинуть, Амберлін повертається додому з репутацією могутнього чарівника.

## Колк, мисливець на відьом
Автор Ліз Уїльямс. Головний герой Мотт, ловець сов, обманом змушує Колка, професійного мисливця на відьом, працювати на себе, і відправляє в далеку місцевість із завданням зловити напівсову-напіввідьму. Прибувши на місце, Колк бореться і вбиває кількох звичайних відьом, потім знаходить сову-відьму, яка йому потрібна. Розмовляючи з Колком, відьма переконує його не воювати, і замість цього знімає з Колка його закляття й перетворює у людину-сову. Повернувшись в Альмерії, Колк легко розправляється з Моттом і вирішує заснувати гніздо відьом у порожньому замку на березі моря.

## Абрізонде
Автор Волтер Джон Вільямс. Герой Веспанус, студент-архітектор, прибуває до фортеці Абрізонде й опиняється замкненим там двома арміями, які взяли фортецю в облогу. Веспанус змушений допомагати Амбіусу, командувачу Абрізонде, організувати оборону. Веспанус об'єднує свої архітектурні здібності і допомогу свого Медлінг, тому врешті-решт змушує армії відступити. Амбіус гине в бою, в результаті чого Веспанус стає новим господарем Абрізонде.

## Традиції Каржа
Автор Паула Вольскі. Дядько Фарнола, спадкоємця замка Каржи, хоче долучити його до сімейної традиції магії. Оскільки Фарнол не проявляє жодної схильності до цього, дядько обманом дає йому отруту, тому у Фарнола є тільки кілька днів, щоб вивчити магічне заклинання, що дає доступ до протиотрути. Фарнол відправляється до мага Тчеруки Вівісектора, який знаходить дефект в організмі Фарнола, який дозволить йому використовувати заклинання. Щоб виправити дефект, Фарнол повинен роздобути особливий камінь з черепа пельграна. Після цілої серії пригод Фарнол нарешті вивчає потрібне заклинання і зцілюється. Дядько Фарнола випадково гине, але своєї мети домагається — Фарнол дійсно виявляє інтерес до магії і починає її вивчення.

## Останнє доручення Сарнода
Автор Джефф Вандермеер. Чарівник Сарнод відправляє двох своїх слуг, Безшумну Птаху і Т'сейс (несправжня Т'сейс з розповідей Джека Венса, а її копія), в один із нижніх світів на пошуки свого брата та його коханки, яких він туди заслав за зраду. Слуги виконують доручення, але Т'сейс вирішує залишитися у нижньому світі, оскільки закохалася в капітана літаючого корабля. Гандріх (брат Сарнода) і його коханка прибувають в світ Умираючої Землі, але не впізнають Сарнода. З'ясовується, що це — копія чарівника з помилковою пам'яттю. Незабаром прибуває справжній Сарнод і вирішує знищити Гандріха та його коханку. У ході бою лже-Сарнод нападає на справжнього Сарнода й убиває його, після чого перетворюється на величезну рибу, з якої був створений. Гандріх і його коханка, а також Безшумна Птаха, тепер вільні, тому можуть робити, що хочуть.

## Зелений птах
Автор Кейдж Бейкер. Як покарання за злочин, Кугеля кидають у прірву із крутими стінами, з якої не можна вибратися. На дні прірви утворилося ціле співтовариство з правопорушників, і Кугель вмовляє їх допомогти йому у здійсненні плану втечі, пообіцявши звільнити всіх. За підсумками здійснення плану Кугель обманює інших ув'язнених і біжить один. Він відправляється в особняк, у якому живе цінний чарівний папуга мага Дорателло, котрий знає багато заклинань, про що Кугель дізнався від одного ув'язненого. Кугель влаштовується в будинок прислугою і розробляє план викрадення папуги. План успішно працює, проте в кінці з'ясовується, що під виглядом папуги переховувався сам Дорателло, а дві сестри (власниці особняка) насправді його чарівні папуги. Дорателло йде зі своїми птахами, наклавши на Кугеля закляття, яке позбавляє розуму.

## Остання золота нитка
Автор Філліс Ейзенштейн. Герой твору Боск, спадкоємець успішного бізнесу з вирощування грибів, тікає з дому, щоб стати учнем до мага Туржана. У дорозі він зустрічає відьму Літ, яка спокушає його стандартною розповіддю про вкрадені золоті нитки і Чуні Неминучого. Після навчання у Туржани, Боск використовує магію, щоб налагодити відправлення грибів батька у далекі регіони і розвинути бізнес. Він дізнається, що остання золота нитка, що потрібна Літ, знаходиться у ватажка твк-людей, тож виторговує її в обмін на частку у бізнесі. Боск вручає нитку Літ, яка закінчує чарівний гобелен і повертається у свій світ. Боск слідує за нею і виявляє, що чарівна країна Літ покинута і вона тепер сама. Проте Літ вирішує залишитися там і проганяє Боска назад. Портал у світ Літ закривається.

## Подія в Усквоске
Автор Елізабет Мун. Петрі— гном, що ховається під виглядом хлопчака, щоб уникнути людських упереджень проти гномів. Він працює у стайні при готелі за їжу. Одного разу в готель прибувають погоничі з гігантськими тарганами для участі в тарганячих забігах. Петрі потрапляє в халепу і змушений працювати на начальника варти. Щоб допомогти одному з гігантських тарганів виграти, Петрі викрадає комах-чистильників з таргана і переносить на іншого. План працює, начальник варти заробляє гроші на ставках, а господар готелю розорений. Оскільки охоронець дає зрозуміти, що Петрі і в майбутньому буде працювати на нього, він тікає з міста влаштуватися блазнем до герцога.

## Маніфест Сільгармо
Автор Люціус Шепард. Розповідь хронологічно йде після новели Венса «Сага про Кугеля». Тьяго (брат Кугеля) і Дерве Корим об'єднуються, щоб знайти Кугеля і звести з ним рахунки. Сам Кугель в цей час заволодіває картою, яка веде до чарівної вежі, що дозволяє пережити наближення кінець світу (час настання якого розраховане в «Маніфесті Сільгармо»). Після ряду пригод Тьяго і Дерве Корим потрапляють у вежу зіштовхуються з Кугелем. Під час поєдинку нова коханка Кугеля рятує його ціною свого життя, і він використовує чарівну сферу для перенесення у невідоме місце. Кінець світу не настав, доля Кугеля невідома, Тьяго і Дерве Корим удвох залишають вежу.

## Інші історії
- «Плачевно Комічна Трагедія (чи Смішна Трагікомедія) Ліксаля Лакаві» — Тед Вільямс
- «Гайя Куратор» — Джон Райт
- «Добрий Чарівник» — Глен Кук
- «Повернення Вогняної Відьми» — Елізабет Генд
- «Колегія Магів» — Байрон Тетрик
- «Евілло Нехитрий» — Теніт Лі
- «Вказуючий ніс Ульфанта Бандероза» — Ден Сіммонс
- «Капелюх з жаб'ячої шкіри» — Говард Волдроп
- «Ніч в будинку біля озера» — Джордж Р. Р. Мартін
- «Закляття проти допитливості» — Ніл Гейман